# Lijst van vertegenwoordigers van Suriname in Nederland
Dit artikel geeft een overzicht van vertegenwoordigers van Suriname in Nederland. 
De ambassadeur of diens zaakwaarnemer is tevens de vertegenwoordiger van Suriname bij de Heilige Stoel (Vaticaan). 

## (Algemeen) vertegenwoordiger van Suriname
- Raymond Henri Pos 1947 - 1954

## Gevolmachtigd ministers van Suriname
Op 15 december 1954 werd het Statuut voor het Koninkrijk der Nederlanden getekend waarna de functie van 'Algemeen vertegenwoordiger' veranderde in 'Gevolmachtigd minister'.
- Raymond Henri Pos 1954 - 1963
- Severinus Desiré Emanuels 1963 - 1964
- Jo Einaar 1965 - 1968
- Walter Lim A Po 1968 - 1970
- Desi Polanen 1970 - 1974
- Wim van Eer 1974 - 1975

## Ambassadeurs
Op 25 november 1975 werd Suriname onafhankelijk.
- Wim van Eer 1975 - 1980
- Hans Prade 1981 - 1982
- Henk Herrenberg 1982 - 1984
- Henk Heidweiller (PSV) 1984 - 1985
- Cyrill Ramkisor (VHP) 1988 - 1994
- Evert Azimullah 1994 - 2001
- Edgar Amanh (VHP) 2001 - 2006
- Urmila Joella-Sewnundun (VHP) 2006 - 2010

President Desi Bouterse heeft geen ambassadeurs benoemd. Suriname was tijdens diens regering vertegenwoordigd door zaakgelastigden:
- Amina Pardi (PL) 2010-2011
- David Abiamofo (ABOP) 2011
- Chantal Doekhi (NDP) 2011 - 2014
- Lucretia Redan 2014 - 2017
- Ebu Jones (NDP) 2017 - 2019
- Oquemele Denz 2019 - 2020

Op 10 februari 2021 ontving koning Willem-Alexander de geloofsbrieven en heeft Suriname weer een ambassadeur in Nederland.
- Rajendre Khargi (VHP) 2021 - heden